# Yoko Ono/Plastic Ono Band
Yoko Ono/Plastic Ono Band — дебютный студийный альбом японской художницы и музыкантки Йоко Оно, выпущенный на лейбле Apple Records в декабре 1970 года. Релиз состоялся одновременно с пластинкой её мужа John Lennon/Plastic Ono Band. Альбом стал четвёртой совместной работой Йоко Оно и Джона Леннона в рамках проекта Plastic Ono Band (первые три представляли собой опусы с экспериментальной музыкой). Пластинка заняла 182-е место в американском чарте Billboard Top LP.

## Запись
За исключением композиции «AOS», материал для альбома записывался на студии «Эбби-роуд» во время тех же сессий (с сентября по октябрь 1970 года), когда проходила работа над лонгплеем Джона Леннона John Lennon/Plastic Ono Band. Композиция «Greenfield Morning I Pushed an Empty Baby Carriage All Over the City» (с англ. — «Утром в Гринфилде я катила пустую детскую коляску по всему городу») была основана на сэмпле, в котором Джордж Харрисон играет на ситаре, и барабанном брейке Ринго Старра с добавленным эффектом эха. Текст песни, позаимствованный из книги Оно «Грейпфрут» (1964), был посвящён выкидышу. Вокал Йоко в композициях «Why» и «Why Not» совмещал элементы хэтая, японской вокальной техники из театра кабуки, с современным рок-н-роллом и грубым агрессивным воплем под влиянием популярной в то время первичной терапии, которой увлекались оба продюсера. По словам Оно, звукорежиссёры имели привычку выключать записывающее оборудование, когда она начинала выступать, поэтому в конце «Why» можно услышать, как Леннон спрашивает: «Вы это записали?». Одной из записанных песен была «Between the Takes», которая не попала на оригинальный альбом, а была выпущена гораздо позже — на CD-переиздании пластинки Fly 1998 года.

29 февраля 1968 года Оно выступила на сцене лондонского Альберт-холла с Орнеттом Коулманом и его джазовым ансамблем. Концерт и его дневная репетиция были записаны на плёнку; одной из записанных песен была «AOS». После включения в альбом она стала единственным из его треков, в записи которого не участвовала группа Plastic Ono Band. Впоследствии Оно так прокомментировала обстоятельства их знакомства: 
Орнетт был уже очень и очень состоявшимся, известным и уважаемым музыкантом. Я встретила его в Париже. Мы познакомились следующим образом: я выступала на концерте, и после шоу кто-то сказал: «О, Орнетт Коулман здесь, и он хотел бы…» — ладно, сказала я. Ну что ж, привет. Спасибо, что зашёл. Что-то в этом роде. А он ответил: «Да без проблем». Потом он сказал, что собирается отыграть концерт в Альберт-холле и не хотела бы я выступить с ним, потому что то, что я делаю, кажется ему довольно интересным.

## Выпуск и отзывы
| Оценки критиков | Оценки критиков |
| Источник        | Оценка          |
| --------------- | --------------- |
| AllMusic        | [ 8 ]           |
| Rolling Stone   | Позитивная      |
| Pitchfork       | 9.1/10          |

Выпущенный в 1970 году на лейбле Apple Records альбом подвергся резкой критике со стороны музыкальной прессы, так как в тот период Оно считалась одной из главных причин распада The Beatles. В связи с этим Yoko Ono/Plastic Ono Band отметился лишь на нижних строчках альбомного чарта Соединенных Штатов и вообще не попал в чарты Соединенного Королевства. Заметными исключениями были оценки Billboard, назвавшего его «визионерским», и отзыв критика Лестера Бэнгса, поддержавшего запись на страницах Rolling Stone и назвавшего его «первым альбомом Джона и Йоко, который не оскорбляет интеллект — [...] он почти так же прекрасен, как альбом Джона». В ретроспективе пластинке приписывали влияние совершенно несоразмерное его продажам и известности, сродни тому, что оказала группа The Velvet Underground. Дэвид Браун из Entertainment Weekly назвал альбом «катализатором сотни женских [карьер] в альтернативном роке, начиная от Кейт Пирсон и Синди Уилсон из B-52 и заканчивая группой L7 и Кортни Лав из Hole».
Обложки альбомов Yoko Ono/Plastic Ono Band и John Lennon/Plastic Ono Band были практически идентичны. Леннон указал на разницу в них во время интервью журналу Playboy 1980 года: «В случае с [альбомом] Йоко она опирается на меня, а в моём — я на неё». Фотографии были сделаны при помощи «мыльницы» фирмы Instamatic на территории усадьбы Титтенхёрст (где тогда обосновалась пара) актёром Дэниелом Рихтером, который наиболее известен по роли Наблюдателя за Луной, главного обезьяноподобного человека в научно-фантастическом фильме 1968 года «Космическая одиссея 2001 года» Стэнли Кубрика. В тот период Рихтер жил в доме Леннона и Оно и работал их ассистентом.
В 1997 году альбом был переиздан на компакт-диске компанией Rykodisc с тремя бонус-треками. В 2007 году компания V2 Records выпустила в Японии специальное издание альбома под названием «LP replica». Впоследствии переиздан в 2016 году на виниле, компакт-диске и в цифровом виде компанией Secretly Canadian.
Отредактированная версия «Open Your Box» появилась на второй стороне британской версии сингла Леннона «Power to the People».
В 2017 году почти 50 женщин-экспертов, музыкальных редакторов и критиков из NPR в сотрудничестве с Линкольн-центром составили список «150 величайших альбомов, созданных женщинами» с 1964 года по настоящее время, в котором альбом Йоко-Оно занял 136-е место.

## Список композиций
Все песни написаны Йоко Оно.

### Оригинальный альбом
Первая сторона
1. «Why» — 5:37
2. «Why Not» — 9:55
3. «Greenfield Morning I Pushed an Empty Baby Carriage All Over the City» — 5:38

Вторая сторона
1. «AOS» — 7:06
2. «Touch Me» — 4:37
3. «Paper Shoes» — 7:26

### Переиздание 1997 года
Треки 1-6 повторяют оригинальный релиз, следующие три представляют собой бонусный материал:
1. «Open Your Box» (alternate version) — 7:35
2. «Something More Abstract» — 0:44
3. «The South Wind» — 16:38

### Переиздание 2016 года
Треки 1-6 повторяют оригинальный релиз, следующие четыре представляют собой бонусный материал:
1. «Open Your Box» (alternate version) — 7:35
2. «Something More Abstract» — 0:44
3. «Why» (extended version) — 8:41
4. «The South Wind» — 16:38

## Участники записи
| - Йоко Оно — вокал - Джон Леннон — гитара - Клаус Форман — бас - Ринго Старр — ударные - Джордж Харрисон — ситар на «Greenfield Morning I Pushed an Empty Baby Carriage All Over the City» - Орнетт Коулман — труба на «AOS» - Чарли Хейден — контрабас на «AOS» - Дэвид Изензон — контрабас на «AOS» - Эд Блэквелл — ударные на «AOS» | Технический персонал - Фил Макдональд — звукорежиссёр - Джон Леки — звукорежиссёр - Энди Стивенс — звукорежиссёр - «Эдди» — звукорежиссёр |  |

## Чарты
| Чарт (1970)   | Высшая позиция | Всего недель |
| ------------- | -------------- | ------------ |
| Billboard 200 | 182            | 3            |